# Eddy Van Praagh
Emmanuel « Eddy » Van Praagh (né le 24 juillet 1937 à Rotterdam aux Pays-Bas) est un athlète français, spécialiste du 400 mètres haies.

## Palmarès
- 13 sélections en Équipe de France A

Championnats de France Élite :
- vainqueur du 400 m haies en 1962.

International :
- Il remporte la médaille d'argent du 400 m haies lors des Jeux méditerranéens de 1963 et la médaille d'or du relais 4 × 400 m.

## Records
- Il améliore à deux reprises le record de France du 400 mètres haies, le portant à 51 s 4 puis 51 s 3 en 1962.

| Épreuve     | Performance   | Lieu | Date |
| ----------- | ------------- | ---- | ---- |
| 400 m       | 47 s 9        |      | 1962 |
| 400 m haies | 51 s 3 (m) RF |      | 1962 |
| 400 m haies | 51 s 78 (é)   |      | 1963 |